# Julieta Lanteri
Pour les articles homonymes, voir Lanteri.
Julieta Lanteri (nom de naissance: Giulia Maddalena Angela Lanteri), née le 22 mars 1873 à Coni, est une médecin, femme politique et féministe italo-argentine. Ses parents sont Antonio Lanteri et Matea Guido et elle a une sœur, Regina. Sa famille est bourgeoise.
Elle sera la première femme à voter en Argentine et en Amérique du Sud. Elle décède le 23 février 1932  à Buenos Aires (Argentine).

## Biographie
Julie Madeleine Lanteri est née à Briga Marittima, dans la province de Coni, en Italie (aujourd'hui La Brigue, en France).
C'est alors que Julieta Lanteri à 6 ans, que ses parents quittent l'Italie pour déménager à La Plata, en Argentine, avec sa sœur Regina,.
Elle devient la première femme à accéder à l'Université nationale de La Plata, au collège national Rafael Hernández, en obtenant son diplôme de Bachelor en pharmacologie en 1898. Elle rejoint par la suite l'Université de Buenos Aires où elle devient diplômée en 1906, faisant d'elle la 5e femme obtenant un diplôme de médecine en Argentine. Sa thèse de Doctorat a pour titre : Contribución al estudio del deciduoma maligno.
En 1904, lors de ses études de médecine, elle fonde l'Association des femmes universitaires argentine, avec la Dre Cecilia Grierson.
Elle dédia sa vie à militer pour les droits des femmes, l'égalité et l'accès au soin pour toutes et tous.

## Carrière et politique
En parallèle de ces études, elle travaille à l'hôpital San Roque, puis une fois obtenu son diplôme, elle travaille aux urgences et au dispensaire de ce même hôpital pendant 10 ans. Elle se spécialise dans le traitement des maladies psychiques et dans les maladies des femmes et enfants. C'est pourquoi elle fait plusieurs voyages en Europe afin d'étudier des cas et revenir en Argentine pour mettre à profit ses connaissances pour les soins des femmes et enfants.
Sa carrière politique débute en 1906, en participant au Congrès international de la libre pensée. Elle y rencontre des féministes, scientifiques, écrivaines et intellectuelles et discute de sujets politiques tels que: l'égalité des sexes, l'égalité politique et le divorce.
En 1910, elle participe à l'organisation du premier Congrès international des femmes. Des femmes comme Cecilia Grierson et Elvira Rawson y sont invitées.

Obtenant la nationalité argentine en 1911, elle devient la première femme à être inscrite sur une liste électorale en juillet de cette même année. En novembre, elle sera la première femme sud-américaine à voter pour le Conseil délibératif, alors même que le droit de vote pour les argentines n'arrive qu'en 1947.

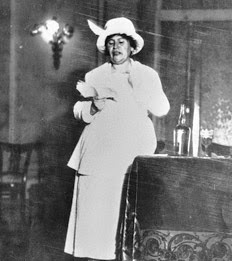
Julieta Lanteri en 1921.

En 1918, elle crée son propre parti politique, le Parti national féministe, avec lequel elle se présente en tant que candidate aux élections législatives. Son parti, progressiste, revendique le suffrage universel, le salaire égal pour hommes et femmes à emploi équivalent, le congé maternité, la réforme des prisons, l'abolition de la peine capitale, la retraite pour tous,,.
Jusque dans les années 1930, Lanteri continue de se présenter aux élections législatives (1924 et 1926), bien qu'elle ne soit jamais élue, seuls les hommes pouvant voter.
En 1929, elle souhaite rejoindre l'armée, mais se voit refusée, bien que l'accès soit autorisé à tous les citoyens (la loi ne spécifiant pas que c'est uniquement pour les hommes).

## Vie privée et mort
En juin 1910, Julieta Lanteri se marie à Alberto Luis Renshaw, lui permettant d'obtenir la nationalité argentine uniquement car son mari signe une lettre l'autorisant à intenter une action en justice,. Le couple se séparera quelques années plus tard.
Le 23 février 1932, alors qu'elle marchait dans la Diagonale Nord à Buenos Aires, Julieta Lanteri est heurtée par un véhicule, qui prend la fuite. Conduite à l'hôpital, elle y meurt deux jours plus tard. Ses funérailles seront suivies par plus d'un millier de personnes.
Quoique l'événement soit mortel, l'enquête de la police conclut alors à un accident. Mais la chroniqueuse et écrivaine Adelia Di Carlo démontre dans le journal El Mundo que le policier chargé de l'enquête avait masqué le nom du conducteur, David Klappenbach, connu pour être un membre du groupe paramilitaire d'extrême-droite Liga Patriótica Argentina et pour avoir déjà commis plusieurs assassinats. À la suite de ces révélations, le domicile de la journaliste sera saccagé par la police fédérale. L'origine de sa mort, accidentelle ou intentionnelle, restera toujours un mystère.

## Hommages
- Une rue du quartier Puerto Madero à Buenos Aires a été nommée en son honneur.
- Plusieurs écoles portent son nom, notamment à San Juan.
- Un timbre à son effigie a été émis en Argentine.
- Un refuge pour femmes battues a été nommé "Casa de Medio Camino Julieta Lanteri", inauguré en mars 2003 dans le quartier de La Boca à Buenos Aires[8].
- Une station de métro de Buenos Aires porte son nom.